# Neotrogla
Genre
Neotrogla est un genre de psoques dont les espèces mesurent environ trois millimètres. Découvert par Rodrigo Lopes Ferreira (de l'Université de Lavras, au Brésil) dans une grotte au Brésil, il est décrit par Charles Lienhard (Muséum d'histoire naturelle de Genève) en 2010. Cet insecte présente le seul cas connu d'inversion des organes génitaux entre les mâles et les femelles.

## Particularité
Une particularité remarquable chez cet insecte réside dans le fait que ce sont les femelles qui sont équipées d’une sorte de pénis (pseudo-pénis) qui pénètre dans le corps du mâle afin d’y prélever le sperme,. L'accouplement dure entre 40  et   70 heures,. Cela vaut à ses découvreurs et descripteurs le prix Ig-Nobel de biologie en 2017,.

## Description
L'adulte mesure entre 2,7  et   3,7 mm.

## Alimentation
Ils se nourrissent de guano et de carcasses de chauves-souris.

## Liste des espèces
- Neotrogla aurora Lienhard, 2010
- Neotrogla brasiliensis Lienhard, 2010
- Neotrogla curvata Lienhard & Lopes Ferreira, 2013
- Neotrogla truncata Lienhard, 2010